# Носовка (Псковська область)
Носовка (рос. Носовка) — присілок в Гдовському районі Псковської області Російської Федерації.
Населення становить 12 осіб. Входить до складу муніципального утворення Полновська волость.

## Історія
Від 2005 року входить до складу муніципального утворення Полновська волость.

## Населення
| 2001 | 2002 | 2010 |
| ---- | ---- | ---- |
| 11   | ↗12  | →12  |